# キャップ火薬

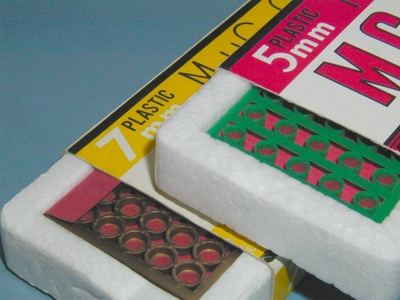
モデルガン用のキャップ火薬

キャップ火薬（キャップかやく）は、おもに遊戯銃と組み合わせて使用するおもちゃ花火の一種。銃用雷管を玩具用に作り替えたもので、衝撃により発火させて火花と発煙、破裂音などを楽しむものである。
前装式銃用の雷管であるパーカッションキャップがそのルーツである。基本的な構造はほぼ同一で、外装が金属ではなくプラスチックである程度の差異しかない。現在日本国内で流通しているものは、プラスチック製の小さなカップ状の容器に火薬が詰められ、薄い紙などでふたがされた形をしている。

## 日本における歴史
第二次世界大戦の終結後、日本国内では進駐軍の指示による大幅な銃規制の強化がなされた。1960年に輸入が自由化されると、それに呼応する形でアメリカ合衆国からキャップガンと呼ばれる遊戯銃が銃器愛好家向けに輸入され、それに使用する火薬としてコブラキャップと呼ばれるいわゆるキャップ火薬が輸入された。しかしながら、これら海外製のキャップ火薬は玩具用としては火薬量が多すぎるとして、当局により輸入禁止とされた。代替品としては国産化された紙火薬が用いられたが、安全性やメンテナンス性に問題があった。
1975年、カネコがカネキャップの名称で、キャップ火薬の国産化に乗り出した。これは低年齢向け遊戯銃用として作られたもので、従来の紙火薬とほぼ同様の火薬をプラスチック製のキャップに詰めたものである。紙火薬と比較して安全性が高く不発が少ない事もあってヒット商品となり、すぐに同様の製品が他社からも発売されるようになった。これら低年齢向けの商品としては、一発ずつ使用する単発型のものと、リング状に連結した8連発用、12連発用が販売されている。
1979年には、同じくカネコがMGCと共同でモデルガンキャップ（MGキャップ）の開発に成功した。紙火薬は台紙の燃え残りが詰まる、あるいは火薬自体の腐食性が高いなどの問題があったため、モデルガン専用に腐食性が低く、またキャップのふたを燃え残りが出にくい素材とするなどの改良を加えた。以後MGC以外のメーカー製のモデルガン用として、各社から各種の専用キャップ火薬が発売されるようになった。またオートマチック用の場合はブローバックで必要な力が出やすい燃焼速度の低い火薬を用い、リボルバー用には銃口から派手に火花が出る火薬にするなどのバリエーションも生み出されている。